# Needles and Pins
Needles and Pins – singel zespołu Ramones promujący album Road to Ruin, wydany w 1978 przez wytwórnię Sire Records.

## Lista utworów
1. „Needles & Pins” (Sonny Bono/Jack Nitzsche) – 2:21
2. „I Wanted Everything” (Dee Dee Ramone) – 3:18

## Skład
- Joey Ramone – wokal
- Johnny Ramone – gitara, wokal
- Dee Dee Ramone – gitara basowa, wokal
- Marky Ramone – perkusja